# Pedro de Salazar y Góngora
Pedro Antonio de Salazar y Góngora (Motril, 17 de diciembre de 1676-Córdoba, 21 de febrero de 1742) fue canónigo, deán y obispo de Córdoba entre los años 1738 y 1742. Fue sobrino del también obispo de Córdoba el cardenal Salazar.

## Biografía
Hijo de Jerónimo de Salazar y Juana de Góngora, su nacimiento se produjo en Motril, donde su padre trabajaba como regidor y administrador real del impuesto de millones. Siendo joven fue enviado a residir junto al primo de su padre, fray Pedro de Salazar, con quien llegó a Córdoba en 1687 al ser nombrado obispo de la ciudad. El sobrino recibió los cargos de gentilhombre y caudatario del nuevo obispo, comenzando su carrera eclesiástica. Pronto recibió una prestamera en Pedroche y los beneficios de Castro, Espejo, Hinojosa y Belalcázar. Realizó sus estudios en el convento de San Pablo y se doctoró en Cánones.
En 1696 recibió el hábito de la Orden de Calatrava, a la que también perteneció su hermano Leonardo Salazar y Góngora y otros familiares. En 1698 obtuvo una canonjía en la Mezquita-catedral de Córdoba, a la que se le sumó dos años después la coadjuditoría del deanato de Gregorio de Salazar, hermano del cardenal, que enfermó los últimos cuatro años de su vida, recibiéndola al completo en 1704.
A comienzos de 1738 rechazó el obispado de Jaén, siendo nombrado obispo de Córdoba tras la vacante de Tomás Rato y Otonelli. Como albacea del cardenal Salazar, se encargó de finalizar varios proyectos suyos como la capilla de santa Teresa, construida como enterramiento de su tío, y el hospital del Cardenal Salazar. Su buena relación con el cabildo catedralicio lo llevó a realizar mejoras en el Seminario de San Pelagio y fundó la capilla de San Pedro en la antigua de San Lorenzo, donde fue enterrado al fallecer el 21 de febrero de 1742.